# Chionaema soror
Chionaema soror är en fjärilsart som beskrevs av Cerny 1993. Chionaema soror ingår i släktet Chionaema och familjen björnspinnare. Inga underarter finns listade i Catalogue of Life.